# Ferdinand Reich
Ferdinand Reich (Bernburg, 19 febbraio 1799 – Freiberg, 27 aprile 1882) è stato un chimico e fisico tedesco che condivise la scoperta dell'indio nel 1863 con Hieronymus Theodor Richter.

## Biografia
Nel 1831 egli misurò per la prima volta le deviazioni dalla verticale della traiettoria di caduta dei gravi causate dalla rotazione terrestre.
Reich nacque a Bernburg e morì a Freiberg. Essendo daltonico non poteva apprezzare il colore delle reazioni chimiche e ciò rese indispensabile la collaborazione con Richter. La scoperta dell'Indio fu il risultato di ricerche svolte presso la Freiberg University of Mining and Technology in Germania.

## Opere
- Fallversuche über die Umdrehung der Erde angestellt auf hohe Obergamtliche Anordnung in dem Dreibrüderschacht bei Freiberg (1832)
- Beobachtungen über die Temperatur des Gesteins in verschiedenen Tiefen in den Gruben des Sächsischen Erzgebirges in den Jahren 1830-32 (1834)
- Über die magnetische Neigung zu Freiberg (1834)
- Versuche über die mittlere Dichtigkeit der Erde mittels der Drehwaage (1838)
- Über elektrische Strömungen auf Erzgängen. – In: Kalender für den Sächsischen Berg- und Hüttenmann. (1840) S- 1-2
- Leitfaden zu den Vorlesungen über Physik an der Bergakademie zu Freiberg (1852)
- Die bisherigen Versuche zur Beseitigung des schädlichen Einflusses des Hüttenrauches bei den fiskalischen Hüttenwerken zu Freiberg. – In: Berg- und hüttenmännische Zeitung. 17 (1858) S. 165-168 und 173 - 176
- Vorläufige Notiz über ein neues Metall. – In: Journal für praktische Chemie. 89(1863) S. 441-442
- Reich, F. e Richter, T., Ueber das Indium, in Journal für Praktische Chemie, vol. 90, n. 1, 1863,  pp. 172–176, DOI:10.1002/prac.18630900122.
- Reich, F. e Richter, T., Ueber das Indium, in Journal für Praktische Chemie, vol. 92, n. 1, 1864,  pp. 480–485, DOI:10.1002/prac.18640920180.